# Dracunculus vulgaris

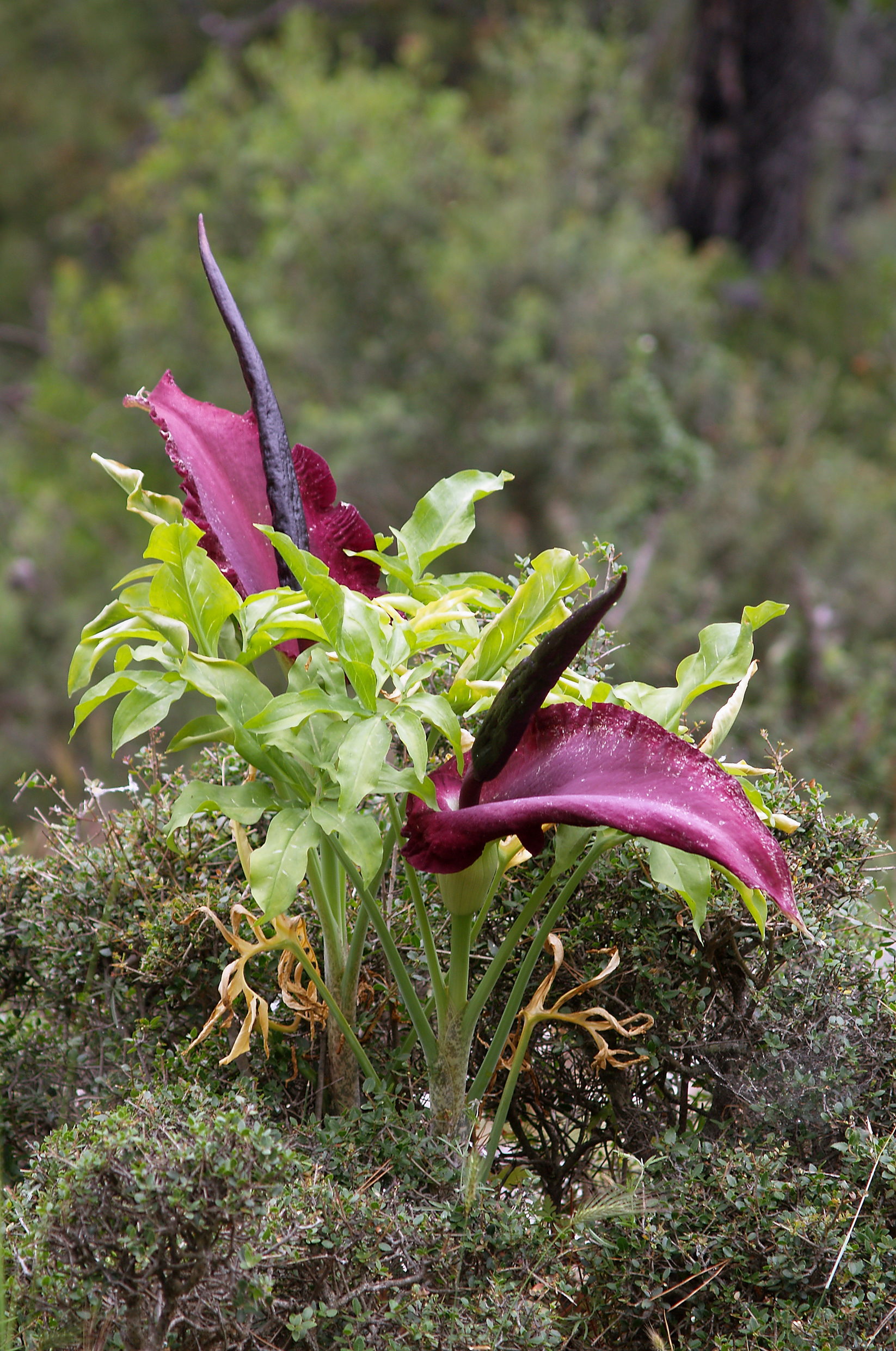
Dracunculus vulgaris (hábito).

Dracunculus vulgaris Schott  é uma planta da família das aráceas, com distribuição natural na Península Balcânica e sueste da Europa, mas cultivada como planta ornamental e como planta medicinal nas regiões temperadas e subtropicais. Com ela, após tratamento térmico do tubérculo, pode ser feita uma farinha, que é usada na confecção de sobremesas e suplementos alimentares.

## Nomes comuns
Dá pelos seguintes nomes comuns: dragonteia, dracúnculo, serpentária e serpentina.

## Descrição
É uma planta perene, com até mais de 1 m de altura, com tubérculo subterrâneo e caule sem folhas, que prefere habitats ruderais e margens de bosques e clareiras em zonas florestadas. Ocorre em terras de cultivo, margens de campos e de caminhos.
As folhas apresentam pecíolo longo, que se alarga na base formando um disco de manchas purpúreas, palmadas, com lâminas de 10–20 cm de comprimento e 11–35 cm de largura, profundamente divididas em 9-15 segmentos com forma que vai de elíptica a lanceolada ou pontiaguda. As folhas por vezes apresentam marcas irregulares amareladas ao longo das venações.
As brácteas da inflorescência (espata) têm 20–50 cm de comprimento, normalmente glabras, de coloração verdosa na parte exterior e púrpura a acastanhadas na face interior, com a parte inferior enrolada, a superior quase plana e com o bordo ondulado. Quando em pelna floração exala um odor desagradável, que lembra o cheiro de carne em decomposição, atraindo moscas (Lucilia e outras) que agem como polinizadores.
O espádice é quase tão alto como a espata, sem ou com poucas flores estéreis, apêndice de cor púrpura escura, com pedículo curto e pálido. Floresce na primavera.
Os frutos são bagas que quando maduras adquirem uma coloração vermelho-alaranjada.
A planta é venenosa, sendo evitada pelos gados. Apesar disso os seus tubérculos são comestíveis, sendo utilizados na confecção de uma farinha conhecida como farinha de serpentina (Açores).

## Propriedades
A parte aérea da planta não deve ser ingerida por ser tóxica. Dioscórides, que descreve a espécie como sendo uma planta com caule "mosqueado como o ventre de uma serpente", considerava que a sua ingestão em doses medicamente controladas controlava o cancro, era abortiva, curava a gangrena e era bom para a vista.

## Taxonomia
Dracunculus vulgaris  foi descrita por Heinrich Wilhelm Schott e publicada em Meletemata Botanica 1: 17. 1832. O nome do género tem como etimologia a palavra latinizada dracunculus, nome derivado do grego draconis = "dragão", e -unculus =  "pequeno", que significa "um pequeno dragão ou  serpente". Conhece-se a aplicação deste nome à espécie desde os escritos de Plínio, que explica que o nome foi dado porque o rizoma é parecido com uma pequena serpente.  O epíteto específico vulgaris é a palavra latina para "vulgar".

## Galeria

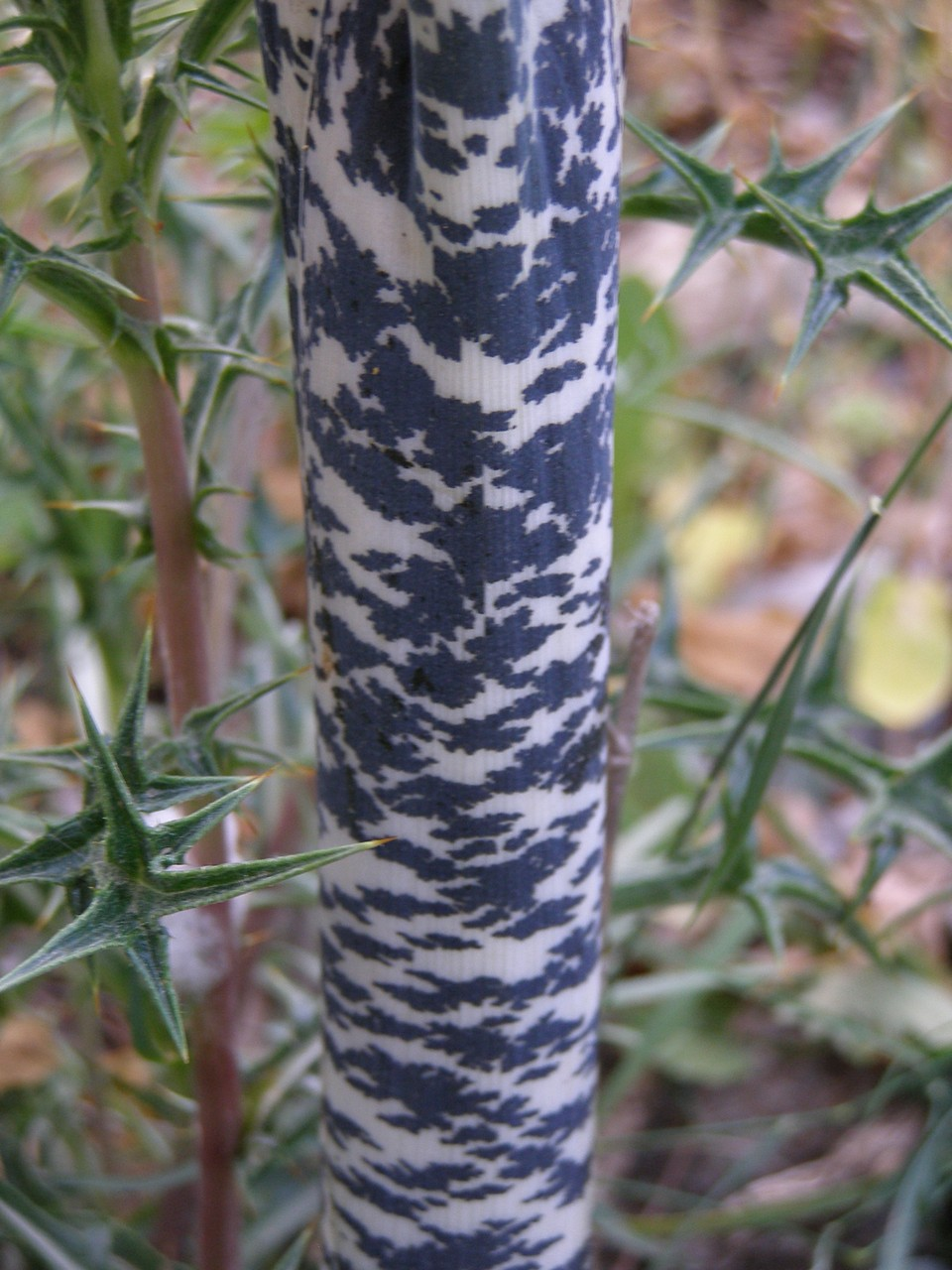
Detalhe da coloração do caule, com as suas manchas características.
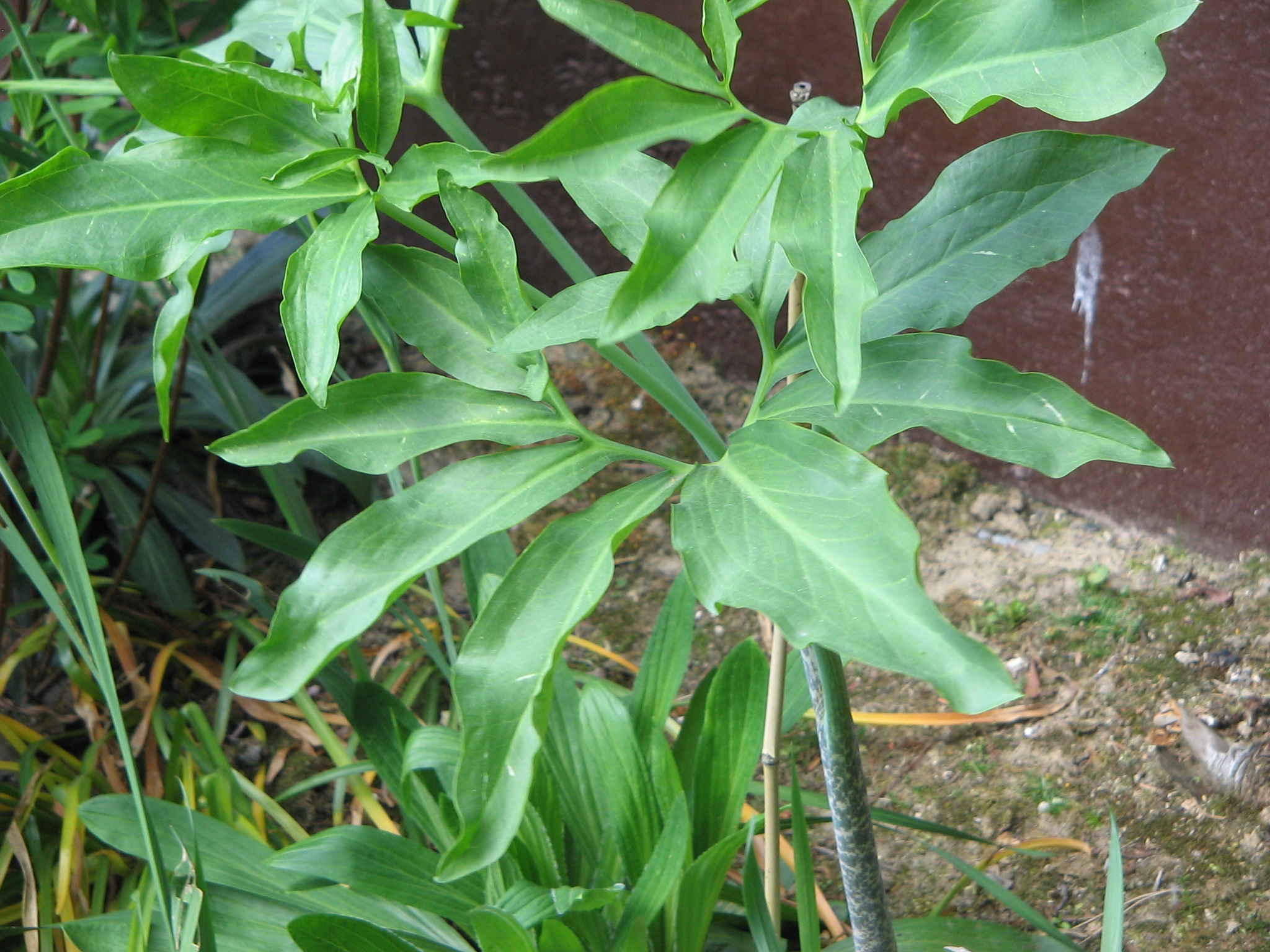
Folhagem.
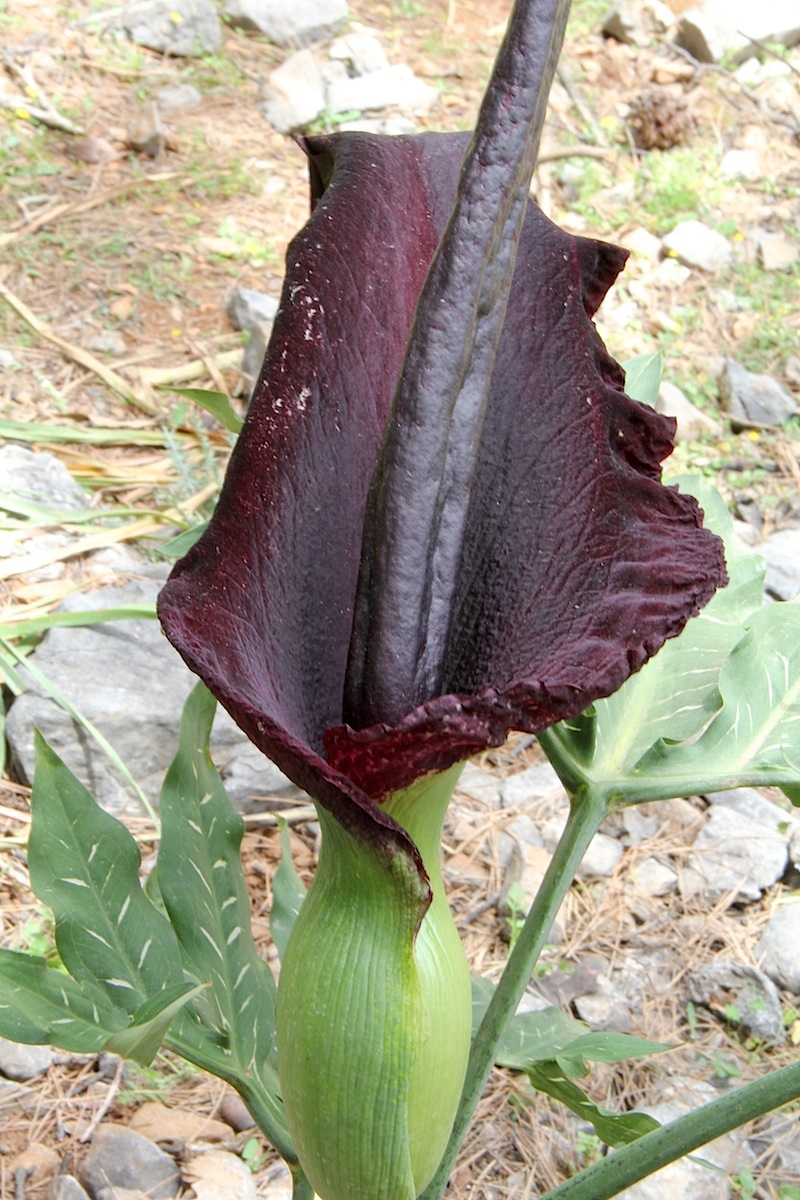
Inflorescência.
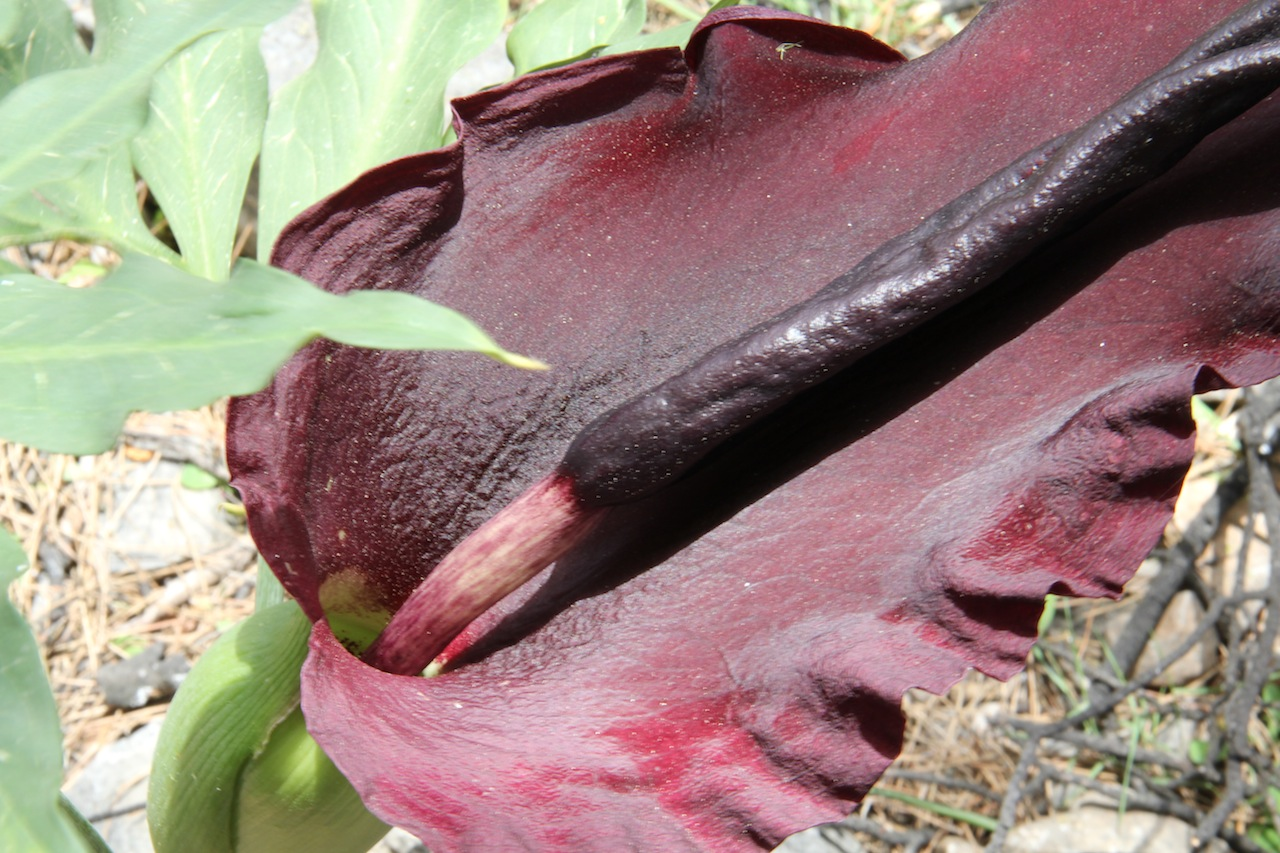
Vista detalhada da inflorescência.
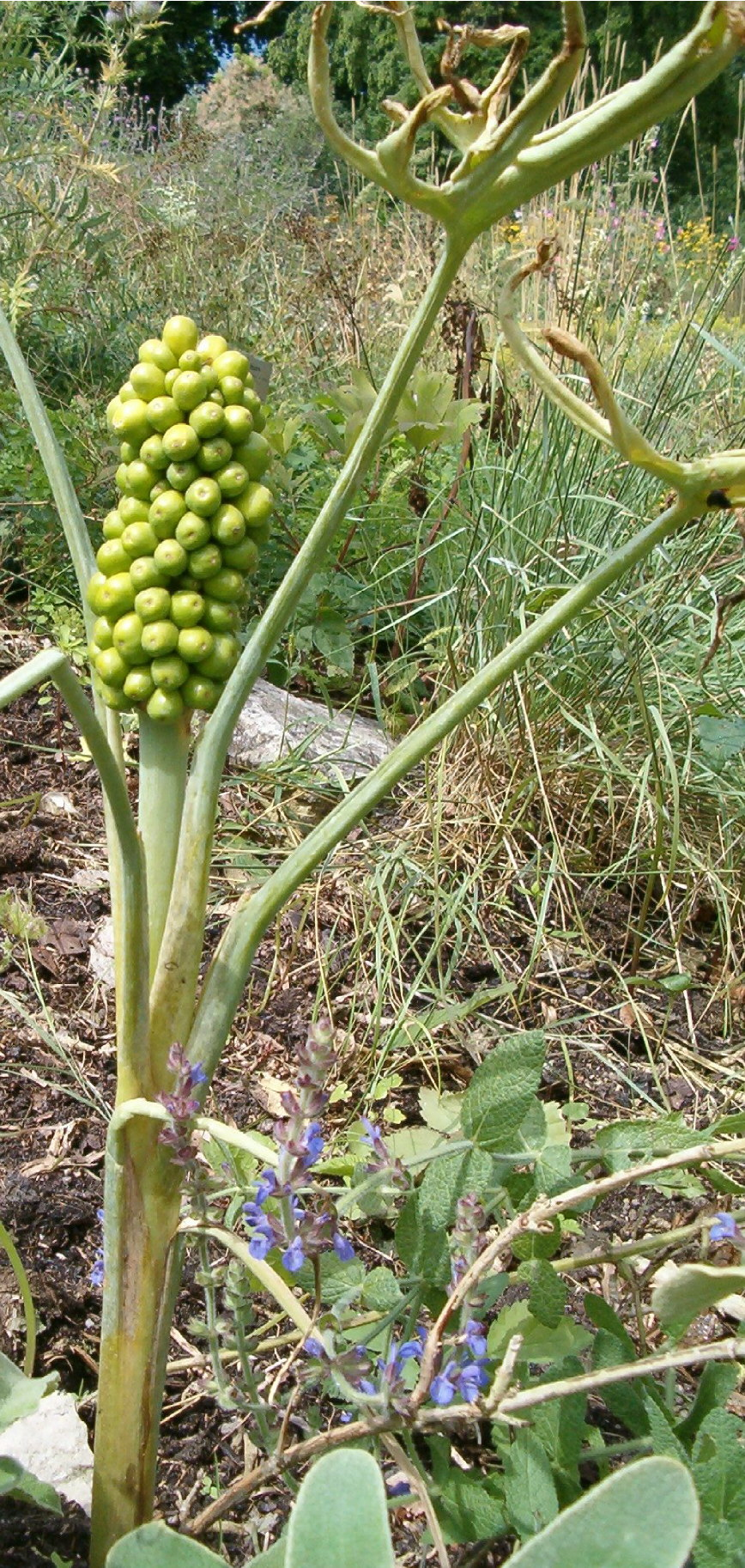
Frutificação.
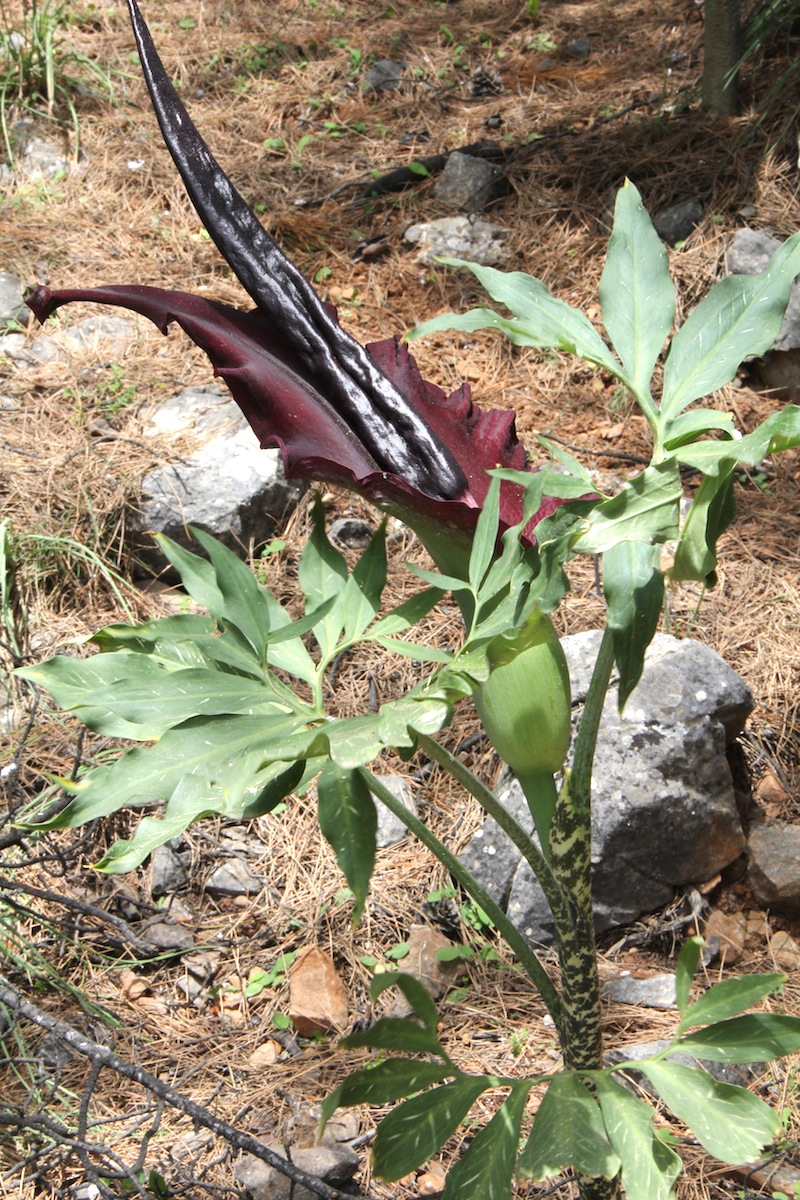
Hábito (Creta).
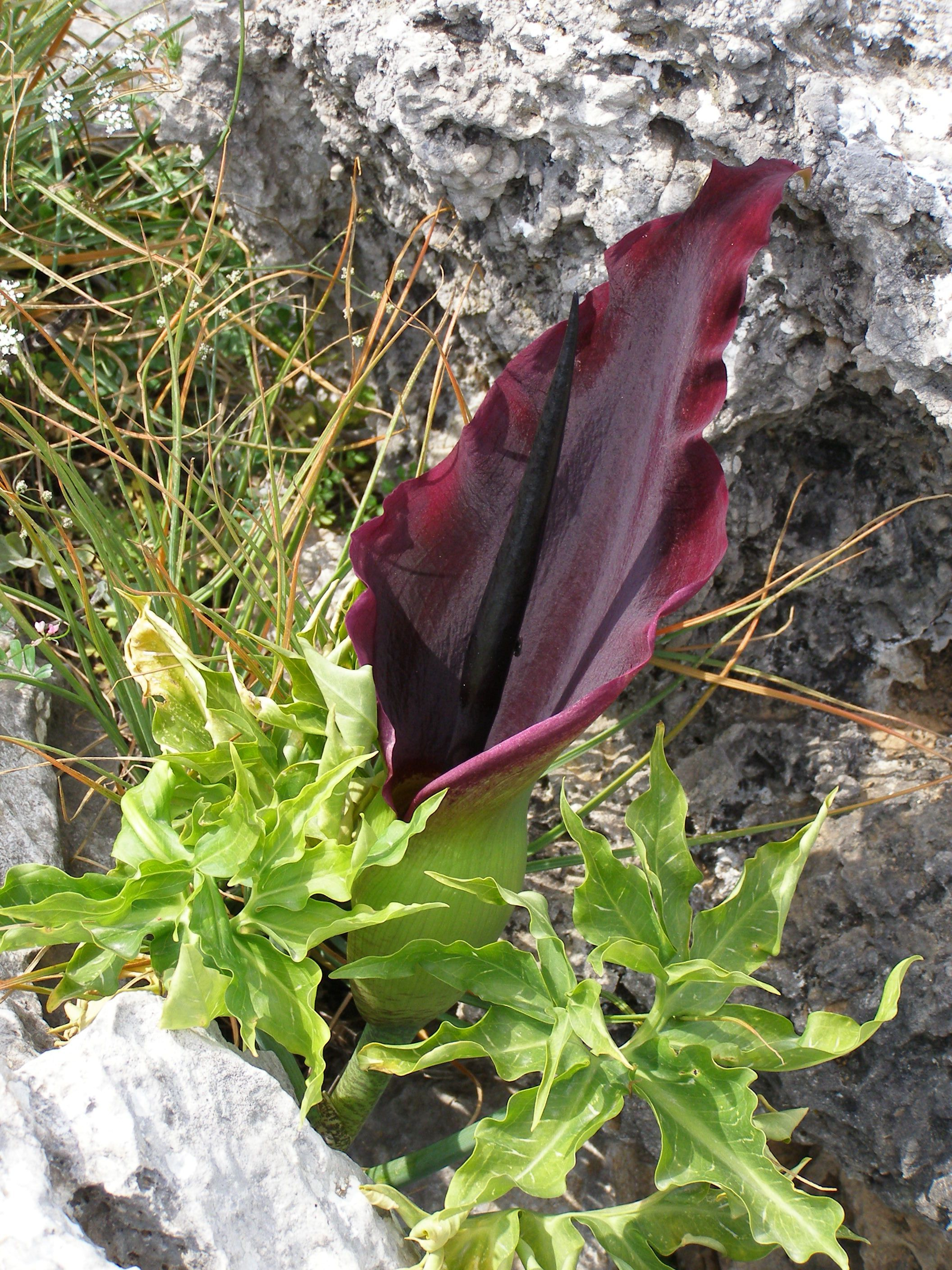
Dracunculus vulgaris num habitat rochoso.
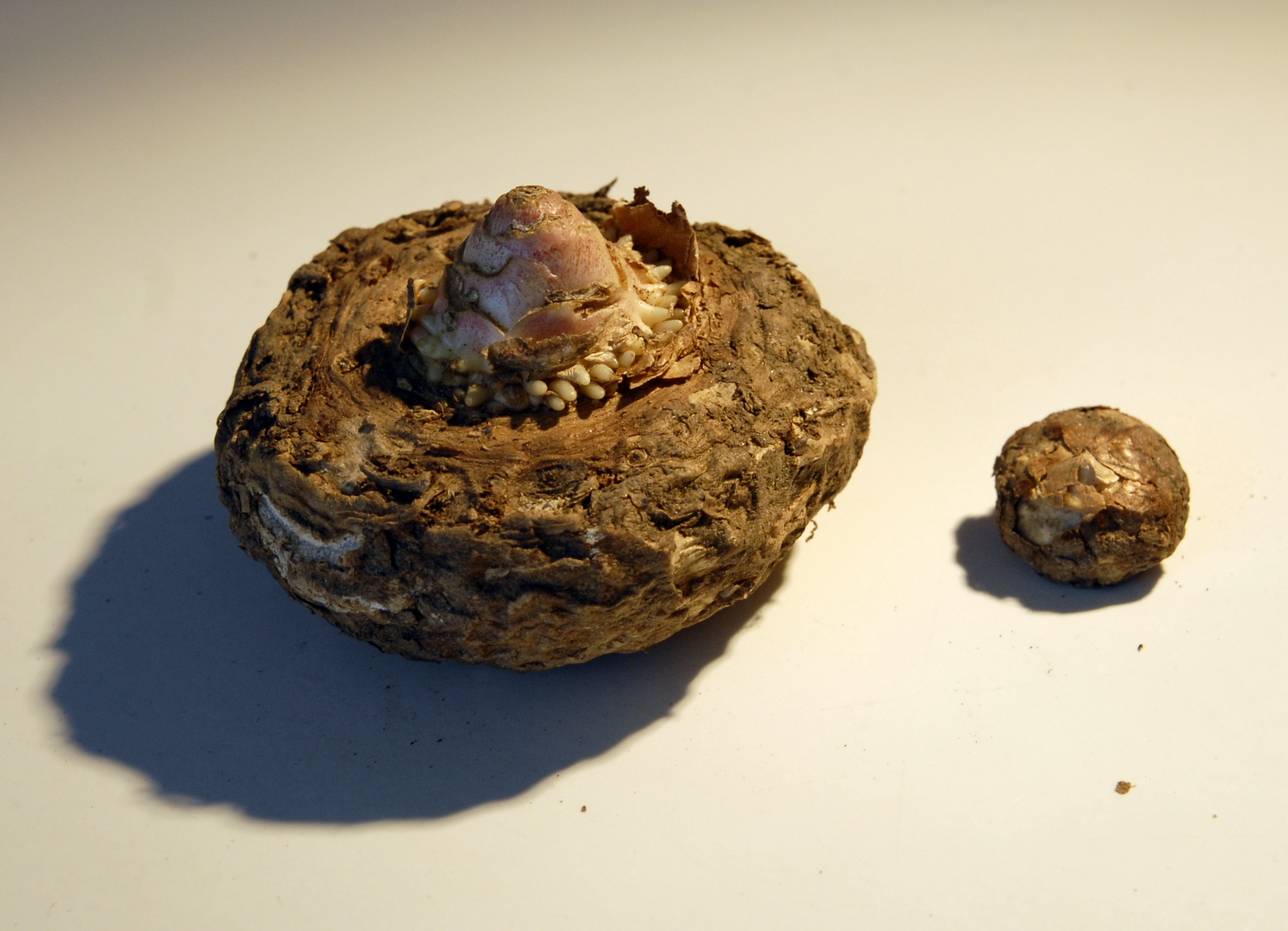
Tubérculo.